# 荒漠鼹属
荒漠鼴屬（学名：Eremitalpa），哺乳綱、食蟲目的一屬，而與荒漠鼴屬（荒漠鼴）同科的動物尚有溫氏金鼴屬（溫氏金鼴）、巨金鼴屬（巨金鼴）等之數種哺乳動物。

## 下属物种
本属包括以下物种：
- 荒漠鼴 Eremitalpa granti (Broom, 1907)